# Ashraf Agoro
Ashraf Agoro (ur. 31 grudnia 1997 w Sokodé) – togijski piłkarz grający na pozycji napastnika. Od 2022 roku jest zawodnikiem klubu US GN.

## Kariera klubowa
Swoją piłkarską karierę Agoro rozpoczął w klubie Unisport de Sokodé. W sezonie 2016/2017 zadebiutował w jego barwach w pierwszej lidze togijskiej. W 2018 roku grał w gabońskim US Bitam, a w latach 2018-2019 w burkińskim US des Forces Armées. W latach 2019–2021 był zawodnikiem ASC Kara, z którym w sezonie 2021 wywalczył wicemistrzostwo Togo. W latach 2021–2022 występował w AC Semassi FC. W 2022 przeszedł do nigerskiego US GN. W sezonie 2022/2023 został z nim wicemistrzem Nigru.

## Kariera reprezentacyjna
W reprezentacji Togo Agoro zadebiutował 16 lipca 2017 w zremisowanym 1:1 meczu Mistrzostw Narodów Afryki 2018 z Beninem, rozegranym w Lomé.